# Paulo Henrique
Paulo Henrique (født 21. februar 1972) er en tidligere brasiliansk fodboldspiller.
Han har spillet for flere forskellige klubber i sin karriere, herunder JEF United Ichihara og Vegalta Sendai.